# Marika (web-série)
Production
Diffusion
Marika est une web-série jeunesse québécoise produite par Téléfiction et diffusée entre le 6 juin 2018 et février 2021 sur ICI TOU.TV. La série est inspirée des livres «Marika et ses amis» de Lucia Cavezzali, publiés aux Éditions Hurtubise. Les scénarios sont signés par Lucia Cavezzali, Nathalie Cavezzali et Yann Tanguay. Ce dernier assure également la réalisation de la série. Marielle Guérard, Alice Madore et Nicolas Germain-Vien tiennent les rôles principaux.
La série a aussi été diffusée à la télévision sur ICI Radio-Canada Télé lors des semaines de relâche de 2019 à 2021, la dernière en septembre 2022.

## Synopsis
Marika est une jeune détective en herbe. Cette dernière, aidée par ses deux meilleurs amis Annie et Francis, mène des enquêtes passionnantes et plonge les téléspectateurs dans des aventures où l’action, le suspens et l’humour sont au rendez-vous.

## Distribution

### Acteurs principaux
- Marielle Guérard : Marika
- Alice Madore : Annie
- Nicolas Germain-Vien : Francis
- Yann Tanguay : Hubert
- Brigitte Soucy : Catherine
- Philippe Vanasse Paquet : Simon
- Nathalie Cavezzali : Carole
- Blaise Tardif : Marc

### Acteurs récurrents - Saison 1
- Mathéo Savard-Piccinin : Mathieu
- Josée Beaulieu : Mme Gendron
- Victor Andrés Trelles Turgeon : Paulo
- Caroline Lavigne : Mme Quentin
- Bruno Marcil : Maurice
- Paul Savoie : Notaire Rondeau
- Geraldo Lo Dico : Policier
- Jérôme Normandin : Policier
- Fredon : Bof

### Acteurs récurrents - Saison 2
- Maya Khammany : Jade Morel
- Danny Gilmore : M. Griffin
- Luc Bourgeois : Paul Lazure
- Élisa Compagnon : Mme Longchamp
- Alyssa Romano : Jeune fille riche
- Isabelle Miquelon : Arlette Grenier
- François-Étienne Paré : François Morel
- Mia Trottier : Yan-Sue
- Nicolas Cavezzali : Garçon à vélo
- Zhimei Zhang : Sage-Femme
- Luc St-Denis : Infirmier
- Mathieu Lachance : Policier
- Steve Boisvert : Ambulancier

### Acteurs récurrents - Saison 3
- Charlie Pierre : Sarah
- Jean-François Beaupré : Thomas
- Peter Batakliev : M. Petrov
- Ayana O'Shun : Cathy
- Serge Thibodeau : Germain
- Tayna V. Lavoie : Roxane
- Jules Philip : Gaétan Leboeuf
- Anie Pascale : Julie Blitz / Mégane Dutoit
- Maria Monakhova : Mme Petrov
- Gabriel Lemire : Alex
- Catherine Paré : Stéphanie
- Vitali Makavor : Igor
- François Mercure : Enquêteur
- Guy-Daniel Tremblay : Jeff Bradley
- Marc Thibaudeau : Ouvrier
- Robert Richard : Policier

## Production

### Fiche technique - Saison 1
- Idée originale : Lucia Cavezzali, Nathalie Cavezzali, Yann Tanguay
- Scénario et dialogues : Lucia Cavezzali, Nathalie Cavezzali, Yann Tanguay
- Conseiller à la scénarisation : Yann Tanguay
- Réalisateur : Yann Tanguay
- Productrices : Lucie Veillet, Annie Blais
- Producteur exécutif : Claude Veillet
- Casting : Nathalie Boutrie
- Directrice de production : Maryse Lesage
- Assistant à la direction de production : Maxime Normandeau
- Coordonnatrice de production : Catherine Marien
- Assistante à la réalisation : Karine Rioux
- Directeur de la photographie : Maxime Hébert
- Caméraman : Mathieu Landry
- Preneur de son : Sébastien Lauzon
- Maquilleuse-coiffeuse : Sylvie Rolland-Provost
- Décoratrice : Magali Reiher-Ricard
- Technicien aux décors : Olivier Gamache-Lalonde
- Accessoiriste : Concetta Barrera
- Accessoiriste fabricant : Pier-Vincent Rivard
- Costumière : Alexandra Courtemanche
- Habilleuse : Marie-France Chouinard, Louise Besner
- Animalière : Sophie Longprés
- Entraîneuse chien : Isabelle Gauthier
- Images aériennes : Martin Desbien
- Graphisme : Vincent Lemasson
- Médic / Sécurité nautique : Robert Harrison
- Superviseure des enfants : Sandrine Rouleau
- Contact Val-David : Karine Blais
- Directrice de postproduction : Annabelle Montpetit
- Coordonnatrice de postproduction PMT : Valérie Lavoie
- Monteure : Carina Baccanale
- Monteur de finition : Serge Sirois
- Assistants monteurs : Marie-Océane Collignon, Benjamin Viot
- Conception de l’ouverture : Denis Dulude
- Musique originale : Vincent Hamel
- Mixeur : Emmanuel Bariteau

### Fiche technique - Saison 2
- Idée originale : Lucia Cavezzali, Nathalie Cavezzali, Yann Tanguay
- Scénario et dialogues : Lucia Cavezzali, Nathalie Cavezzali, Yann Tanguay
- Conseiller à la scénarisation : Yann Tanguay
- Réalisateur : Yann Tanguay
- Productrices : Lucie Veillet, Annie Blais
- Producteur exécutif : Claude Veillet
- Casting : Nathalie Boutrie
- Directrice de production : Myriam Chauvet
- Coordonnatrice de production : Maude Roy-Grenier
- Première assistante à la réalisation : Tania Bissonnette
- Deuxième assistante à la réalisation : Geneviève B. Genest
- Assistants à la production : Justine Cavalieri, Jonathan Labbé
- Directeur de la photographie : Philippe St-Gelais
- Cadreur : Jules Cloutier-Lacerte
- Chef machiniste : Vincent Plourde-Lavoie
- Preneur de son : Sébastien Lauzon, Bobby O’Malley
- Maquilleuse : Audrey Cousineau
- Décoratrice / Accessoiriste : Mathilde Beaudoin-Tessier
- Assistants accessoiristes : Édouard Gingras, Vincent Bastien Masse
- Costumière / Habilleuse : France Turgeon
- Graphisme : Vincent Lemasson
- Médic : Robert Harrison
- Recherchiste de location : Pierre Brassard
- Directrice de postproduction : Annabelle Montpetit
- Coordonnatrice de postproduction : Andréanne Dessureault
- Coordonnatrice de postproduction PMT : Vanessa Boivin
- Monteure : Carina Baccanale, Mirenda Ouellet
- Coloriste : Christian Ganea Reitmeier
- Monteur de finition : Serge Sirois
- Assistantes monteures : Marie-Océane Collignon, Valérie Précourt
- Conception de l’ouverture : Denis Dulude
- Musique originale : Vincent Hamel
- Mixeur : Emmanuel Bariteau

### Fiche technique - Saison 3
- Idée originale : Lucia Cavezzali, Nathalie Cavezzali, Yann Tanguay
- Scénario et dialogues : Lucia Cavezzali, Nathalie Cavezzali, Pascal Chevarie
- Conseiller à la scénarisation : Yann Tanguay
- Réalisateur : Yann Tanguay
- Productrices : Lucie Veillet, Annie Blais
- Producteur exécutif : Claude Veillet
- Casting : Nathalie Boutrie
- Directrice de production : Myriam Chauvet
- Coordonnatrice de production : Hannah Augustin
- Première assistante à la réalisation : Tania Bissonnette
- Assistants à la production : Alexis Hamel, Cédrick Melançon
- Directeur de la photographie : Philippe St-Gelais
- Cadreur : Jules Cloutier-Lacerte, Émile Desroches-Larouche
- Chef machiniste : Vincent Plourde-Lavoie
- Chef éclairagiste : Vincent L'Écuyer
- Preneur de son : Olivier Houde
- Perchiste : Marie-Pier Sévigny
- Maquilleuse : Audrey Cousineau
- Décoratrice : Mathilde Beaudoin-Tessier
- Accessoiristes : Vincent Bastien Masse, Félix Grégoire
- Costumière : France Turgeon
- Habilleuse : Geneviève Lefebvre, France Turgeon
- Graphisme : Vincent Lemasson
- Médic : Cynthia Bibeau
- Directrice de postproduction : Annabelle Montpetit
- Coordonnatrice de postproduction PMT : Vanessa Boivin
- Monteure : Carina Baccanale
- Coloriste : Christian Ganea Reitmeier
- Monteur de finition : Serge Sirois
- Assistantes monteures : Valérie Précourt, Samuel Emond-Tremblay
- Conception de l’ouverture : Denis Dulude
- Musique originale : Vincent Hamel
- Mixeur : Emmanuel Bariteau

## Épisodes

### Première saison (2018)
La première saison est d'après le roman «Le Mystère du moulin» de Lucia Cavezzali. Elle a été mise en ligne le 6 juin 2018,.
1. L'Inconnu du lac
2. Le Secret
3. Le Mystère de la clé
4. La Pêche aux infos
5. Les Têtes de dragon
6. Qui est qui?
7. Le « Pivre » ancien
8. Le Passage secret
9. Est pris qui croyait prendre
10. Les Retrouvailles

### Deuxième saison (2019)
La deuxième saison est d'après le roman «Opération Juliette» de Lucia Cavezzali. Elle a été mise en ligne le 20 mars 2019,,,.
1. Y’a rien de reposant là-dedans!
2. Le Carrousel
3. L'Interrogatoire
4. Le Message
5. Tous les chemins mènent au cimetière
6. La Fête
7. Absences louches
8. Où est passée Jade?
9. L'Entrepôt
10. Course contre la montre

### Troisième saison (2020)
La troisième saison est d'après le roman «L'énigme du sommet Noir» de Lucia Cavezzali. Elle a été mise en ligne le 8 janvier 2020.
1. Ça brasse à l'auberge!
2. Premier suspect
3. Le Télésiège numéro 1
4. Dégât d'eau
5. Imagination explosive
6. Pris au piège!
7. Des cris dans la montagne
8. La Grotte de l'ours
9. Rencontres inattendues
10. De surprise en surprise!

### Quatrième saison (2021)
Elle a été mise en ligne en février 2021.
1. Changement de cap
2. Une visite au musée
3. La Chasse aux infos
4. Toute vérité est-elle bonne à dire?
5. L'amitié est plus forte que tout
6. Sous surveillance
7. La tension monte
8. Arrêt sur image
9. La Chambre 12
10. Est bien pris qui croyait prendre!

## Nominations
- 2020 - Prix Gémeaux : Meilleure émission ou série originale produite pour les médias numériques jeunesse : fiction
- 2020 - Prix Gémeaux : Meilleure interprétation masculine pour une émission ou série produite pour les médias numériques : jeunesse (Nicolas Germain-Vien)
- 2019 - Prix Gémeaux : Meilleure émission ou série originale produite pour les médias numériques : jeunesse
- 2019 - Prix Gémeaux : Meilleure réalisation pour une émission ou série produite pour les médias numériques : jeunesse (Yann Tanguay)
- 2019 - Prix Gémeaux : Meilleur texte pour une émission ou série produite pour les médias numériques : jeunesse (Lucia Cavezzali, Nathalie Cavezzali)